# Ivan Kecojević
Ivan Kecojević (kyrillisch Иван Кецојевић; * 10. April 1988 in Bar) ist ein montenegrinischer ehemaliger Fußballspieler.

## Karriere

### Verein
Ivan Kecojević begann mit dem Vereinsfußball in der Jugend vom FK Mornar Bar und wurde 2004 in den Profikader aufgenommen. Hier wurde er behutsam zu einem Profispieler aufgebaut. Zum Sommer 2006 wechselte er in die höchste serbische Liga zu Teleoptik Zemun und spielte hier vier Jahre lang. Davon spielte er lediglich die Spielzeit 2009/10 als Leihspieler bei Čukarički. Anschließend wechselte er zum Sommer 2010 zu OFK Belgrad.
Zur Spielzeit 2012/13 wechselte er in die türkische Süper Lig zu Gaziantepspor. Nach eineinhalb Jahren in der Türkei unterschrieb Kecojević einen Dreieinhalb-Jahres-Vertrag beim FC Zürich.

### Nationalmannschaft
In der Zeit von 2008 bis 2010 spielte er zehnmal für die montenegrinische U-21-Nationalmannschaft.
Im Rahmen eines WM2014-Qualifikationsspiels gegen die Nationalmannschaft San Marinos wurde das erste Mal in den Kader der Montenegrinische Nationalmannschaft nominiert und gab bei der Begegnung vom 14. November 2012 sein Länderspieldebüt.